# Caraibi
Pour plus de détails, voir Fiche technique et Distribution.
Caraibi est un téléfilm d'aventures italien réalisé par Lamberto Bava et diffusé en quatre parties en 1999.

## Synopsis
Milan, 1640. En pleine guerre de Trente Ans, les jumeaux Albrizzi, Ippolito et Ferrante, héritiers de leur lignée, sont tous deux amoureux de la même femme, Livia Cornero. Cette dernière est la fille du comte Cornero, homme de confiance du roi d'Espagne et ennemi acharné de la famille des jumeaux Albrizzi. Lorsque la querelle entre les deux familles aboutit à la mort du patriarche des Albizzi et à la ruine de la famille, Ippolito tire accidentellement sur Livia, ce qui entraîne apparemment sa mort. Peu après, avant que les deux frères ne puissent se battre en duel, des gardes envoyés par Cornero arrivent et arrêtent Ippolito, tandis que Ferrante parvient à s'échapper.
Dès lors, leurs vies se séparent : Ippolito, après avoir échappé à la peine de mort et aux travaux forcés, est arrêté par les Français et doit choisir entre la potence et l'espionnage, changeant ainsi son nom en Alexandre Du Bois et entrant au service du cardinal de Richelieu. Ferrante, quant à lui, après une série de mésaventures, se retrouve dans la mer des Caraïbes où, sous le nouveau nom de Malasorte, il rejoint l'équipage de l'impitoyable et charismatique pirate Coda del Diavolo, dont il deviendra le second et plus tard l'héritier.

## Fiche technique
- Titre original italien : Caraibi[1]
- Titre allemand : Die Piraten der Karibik[2]
- Réalisateur : Lamberto Bava
- Scénario : Fabrizio Bettelli
- Photographie : Gianlorenzo Battaglia
- Montage : Mauro Bonanni (it), Gisela Haller
- Musique : Paolo Buonvino
- Effets spéciaux : Franco Casagni
- Décors : Davide Bassan (it)
- Production : Lamberto Bava, Andrea Piazzesi
- Société de production : Mediaset SpA (Rome) ; Taurus Film (Munich) ; France 2[2]
- Pays de production :  Italie -  Allemagne
- Langue originale : italien
- Format : Couleur - 1,33:1 - Son stéréo
- Durée : 360 minutes (diffusé en quatre parties)
- Genre : Aventures
- Date de sortie :
  - Tchéquie : 2 janvier 1999
  - Allemagne : 3 janvier 1999
  - Italie : 7 janvier 1999

## Distribution
- Paolo Seganti : Alex Du Bois / Ippolito Albrizzi
- Nicholas Rogers : Malasorte / Ferrante Albrizzi
- Mario Adorf : Queue du diable
- Remo Girone (en) : Comte Cornero
- Anna Falchi : Aurigemma / Livia Cornero
- Francesco Casale : Passaia
- Big Jimmy : Cione
- Jennifer Nitsch : Isabella
- Padma Lakshmi : Malinche
- Gianni Musy : Massimiliano Albrizzi
- Karel Roden : le pirate Manomorta